# Johnny Kapahala: Din nou în acțiune
Johnny Kapahala: Din nou în acțiune este cel de-al 70-lea film original Disney Channel și este continuarea filmului Johnny Tsunami din 1999. Premiera originală a avut loc pe data de 8 iunie 2007, pe Disney Channel. În România, filmul a avut premiera în luna iunie a anului 2010. Filmul a fost difuzat, de asemenea, și pe Prima TV.

## Distribuție
- Brandon Baker - Johnny Kapahala
- Jake T. Austin - Chris
- Cesar Yedra - Andrew
- Cary-Hiroyuki Tagawa - Bunicul Johnny Tsunami
- Rose McIver - Val
- Robyn Lively - Carla
- Yuji Okumoto - Pete
- Mary Page Keller - Melanie Kapahala
- Lil' J - Sam Sterling
- Andrew James Allen - Jared
- Phil Brown - Troy
- Chris Mulligan - Chaz
- David Rawiri Pene - Spidey
- Thomas Newman - Bo
- Ryan Williams - Rooster
- Akoni Kama - el însuși

### Cascadori
Elementele de cascadorie au fost executate de Akoni Kama, Leon Robins, Kody Stewart, Jarrad Cronin, Ryan Slater, Ben Toulmin, Joe Lawry.